# Asp
|  | Aquest article tracta sobre el municipi del Vinalopó Mitjà. Si cerqueu el compost químic, vegeu «Àcid aspàrtic». |

Asp (oficialment i en castellà Aspe) és un municipi del País Valencià que es troba a la comarca del Vinalopó Mitjà, a 163 km. de València, 28 km d'Alacant i 17 km. d'Elda. La parla pròpia és castellana però actualment un 14% de població és bilingüe, ja que hi ha habitants provinents de municipis valencianoparlants colindants com Novelda o Fondó de les Neus; en 2017 es comptaren 20.425 veïns. El gentilici oficial és aspense, però al poble la gent s'autodenomina asperos. El municipi està travessat pel Vinalopó, el Tarafa i la rambla de Les Monges. Les principals altures són els cims de Matamoros (598 m), Ofra (582) i Ors (516).

## Toponímia
El nom prové de l'àrab Asf i del llatí Aspis.
Durant gran part de l'època medieval el topònim utilitzat i que apareix a la documentació va ser Asp (tal i com apareix encara al seu actual escut, en català) encara que a partir del segle xvii i després de l'expulsió dels moriscs començaren a predominar les formes castellanitzades amb presència de e final Azpe, que al llarg del temps donaria l'actual topònim Aspe.

## Història
Hi ha referències de població a Asp en els diferents jaciments que passen pel Paleolític (Penyal de l'Ofra; Cova del Rotllo), ell Neolític (Tabaià, l'Alforna) i l'edat del bronze.

### Aspis
Durant l'edat del ferro, els ibers poblaren la vall del Vinalopó. D'aquests es conserven quatre jaciments al municipi: els del Tolomó i del Gorroquinto, al sud-oest del terme, dos assentaments rurals menors, el segon també valuós com a punt de vigilància; el de las Tres Hermanas, que per les estructures localitzades i el registre ceràmic, amb presència d'importacions àtiques i púniques, podria haver tengut una funció religiosa (un possible temple) i també política; i el de los Altos de Jaime, l'únic que té continuïtat més enllà del segle ii aC i que sembla que està en connexió amb el Castell del Riu.
Esdevinguda la conquesta el segle ii aC, els romans s'establiren al territori. La Via Augusta passava de ple per l'actual municipi, de manera que aparegué un petit nucli poblacional (una mansio) associat a aquesta infrastructura, la qual connectava Cartago Nova amb Valentia i, més immediatament, Sètabis amb Ilici. Les fonts escrites testimonien la presència d'aquest nucli, Iaspis segons Claudi Ptolemeu (segle ii dC) i Aspis segons l'Itinerari d'Antoní (segle iii). La localització d'aquesta població sempre s'havia identificat amb Asp el Vell, al Castell del Riu, i les troballes esdevengudes al jaciment de Quincoces, que van del segle i aC al segle ii dC, podrien ratificar aquesta hipòtesi. Tot i que el Castell és d'època almohade i no s'identifiquen fases anteriors, es tracta d'un espai molt pròxim al jaciment romà de Quincoces, de manera que és possible que hi hagués una població romana en aquest indret i que unes hipotètiques restes romanes sota el castell no s'hagin conservat. També és possible que aquesta fase romana fos una continuïtat poblacional respecte de l'assentament ibèric de los Altos de Jaime, situat en la mateixa zona i que mostra ocupació del segle v aC fins al segle v dC.
Del silenci dels itineraris i altres fonts posteriors al segle iii dC es dedueix que Aspis va entrar en decadència durant l'antiguitat tardana. La presència d'enterraments tardoromans associats al Castell del Riu, però, indica que la població no s'abandonà, de manera que degué perdurar fins a la conquesta omeia d'Hispània el segle viii.

### Asf
Els àrabs ocuparen pacíficament el Vinalopó i romangueren 500 anys integrats en la taifa de Múrcia, durant el qual deixaren la seua empremta en la xarxa de séquies per al regadiu i en diferents construccions. Gràcies a un passatge d'Al-Idrissí en la seva obra menor Uns al-Muhay es coneix el nom que donaren els àrabs a l'antiga Aspis: Asf. D'aquest període, i concretament de la seva fase final (final del segle xii fins a final del xiii), daten les campanyes arqueològiques més importants del municipi, començades el 1979 i concloses el 1987. Es tracta del Castell del Riu, del qual es conserven les restes corresponents a la fase almohade i que acullen una fortificació que acollí el principal nucli poblacional de l'Asf islàmica.
No obstant això, les troballes de l'Aljau, annexes a l'actual vila d'Asp, suggereixen un grau d'ocupació que indica la presència d'una alqueria islàmica cap al segle x que possiblement era una pervivència d'una antiga vil·la tardoromana. Seria justament a partir d'aquesta alqueria amb orígens tardoromans, doncs, que posteriorment es desenvoluparia la futura vila d'Asp.

### La vila cristiana
Davant la reconquesta per part de les tropes de Jaume I el segle xiii, la Taifa de Múrcia accedí a la signatura del Tractat d'Alcaràs el 1243, que comportà la conquesta i repressió militar de la població musulmana i la incorporació d'Asp al nou Regne de Múrcia. Com a resultat de la reordenació del territori, cap a mitjan segle la població d'Asp abandonà el Castell i s'instal·là a la vila nova, situada a l'actual població d'Asp, situada a la plana i que, per tant, permetia el desenvolupament urbanístic i l'augment de la població. Un privilegi atorgat d'Alfons X de Castella el 29 d'agost de 1252 permet corroborar l'existència de dues poblacions diferenciades: Azpe el Viejo, situada dalt, al Castell; i Azpe el Nuevo, l'actual vila d'Asp. L'emplaçament de la nova població, com ja s'ha vist, pogué estar condicionat a la preexistència d'una alqueria islàmica.
Durant un breu període pertanyé a l'infant Juan Manuel, amb altres municipis del Vinalopó fins que, el 1296 i durant la guerra amb Castella, la Corona d'Aragó l'ocupà i ho confiaren al rais de Crevillent. Per la sentència arbitral de Torrellas del 1304, passa definitivament a la Corona d'Aragó i Asp resta incorporada al Regne de València dintre de la Governació d'Oriola. Després de passar per mans de diferents senyors a finals del segle xv passà a poder dels comtes de Cocentaina. Després de l'expulsió dels 570 moriscs que hi havia en 1609 el senyor del lloc (segons unes fonts el marquès d'Elx, segons altres el duc de Maqueda) va donar carta pobla a nous colons el 22 de maig de 1611.

Segons un estudi d'F. P. Sala (2004) sobre els cognoms de la carta de poblament, que es troba visible a la xarxa, en la seua majoria vingueren de les poblacions de la contornada com ara Elx, Alacant, Crevillent, Novelda i Monfort. En l'article de Gonzalo Martínez Español: «La Carta Puebla de Aspe Arxivat 2016-01-14 a Wayback Machine.. Características del régimen señorial tras la repoblación» es diu:
“En un detallat estudi realitzat sobre els cognoms de la carta de poblament d'Asp, Salvador Pavia subratlla una variada procedència geogràfica dels repobladors ressenyats, descendents de parenteles originàries de València, Aragó i Castella. La carta de poblament enumera 103 cognoms diferents d'entre els 161 continguts. Les genealogies més repetides són Mira, Cerdàn, Castelló, Carbonell, Alenda, Martín, Martínez, García i López. Al document es barregen els cognoms de cristians vells subsistents, amb els aportats pels nous colons. No obstant això. Pavia puntualitza que en la relació nominal de veïns concorre una preeminència de cognoms valencians o aragonesos (Pavia Pavia, 1988). Altres investigadors van assenyalar la probabilitat que Asp hagués sigut parcialment repoblada per vassalls procedents de Torrijos (Asencio Calataiud, 2001) o altres dominis castellans integrats al senyoriu de Maqueda. Aquesta hipòtesi va ser suggerida per ser Asp un reducte castellanoparlant envoltat de pobles valencianoparlants, i estar redactada la carta de poblament en castellà. Un posterior estudi d'F.P. Sala (2004), sustentat en un exhaustiu buidatge del llibre n°3 de batejos (1602- 1640) i del llibre de matrimonis comprès entre 1603- 1702, clarifica la procedència dels pobladors del segle xvii, descartant el possible origen castellà. Els nous vassalls provenien en la seua majoria dels pobles del voltant del municipi. Les localitats d'Elx, Monfort, Alacant, Novelda i Crevillent van ser les que van contribuir amb major nombre d'efectius al veïnat aspenc. Segons les dades contingudes al llibre de matrimonis esmentat. Com assenyala Francisco Vicedo (1995, 161), els repobladors de localitats circumdants van buscar nous horitzons econòmics, i per això: "van abandonar els seus antics dominis per a començar una nova vida, com a agricultors en altra localitat, i degueren ser jornalers del camp o xicotets propietaris que estaven en terres d'escassa qualitat; o bé artesans o gent de diversos oficis urbans..."
Al segle xix van haver-hi canvis administratius. En 1834, es constituí la província d'Alacant i en 1839 tingué lloc la separació de la pedania del Fondó de les Neus. En 1851, una sèrie de disposicions legals van acabar amb el règim senyorial i la Casa d'Altamira va cedir els drets de la terra als emfiteutes d'Asp mitjançant la venda.
En 1915 es va constituir la Comunitat de Propietaris d'Aigua i a l'any següent, el 20 de juliol, es va començar a subhastar l'aigua en la seu de la Comunitat. El 15 d'agost del mateix any es va inaugurar l'Asil d'Ancians, fundat per Maria Botella Cremades; el 25 de març de 1922 es va inaugurar el Teatre Wagner; el 13 de maig de 1928 funcionava el servei d'aigua a domicili; en 1942 es va inaugurar el Parc Doctor Calataiud, i en 1948 s'eixampla el Pont del Bany i s'asfalta la carretera.

## Llengua

Fins a mitjans del Asp era valencianoparlant, i el valencià va representar successivament un substrat, adstrat, puix superstrat important del seu dialecte del castellà.

Situada a la comarca del Vinalopó Mitjà, Asp és una població castellanoparlant envoltada, tret de Montfort, per poblacions de predomini lingüístic valencià, fet que li ha valgut el qualificatiu d'illot lingüístic (Montoya: 1982; Galvañ-Sala: 2002, 15). Tal proximitat i els orígens catalanoparlants (repoblació de la governació d'Oriola per catalans orientals) de la vila fins a, si més no, la meitat del segle xvii (Montoya: 1986, 209-210) o, a tot estirar, els primers decennis del xviii (Montoya: 1996-1997, 93), expliquen l'existència d'un cabal lèxic d'origen català relativament nombrós en la parla tradicional de la població, per bé que s'hi observa un desús progressiu entre els jóvens a mesura que el castellà estàndard s'hi assenta. Montoya (1989, pàg. 29-30), el millor estudiós de la zona, apunta com a millor causa de la regressió del valencià a la zona i a Elda i Oriola, a partir del segle xvii: 
«Concisament, el procés de desplaçament del catalá d'aquesta regió —antiga Governació d'Oriola— s'inicia amb la despoblació causada per l'expulsió dels moriscos i la consegüent repoblació. Aquesta repoblació, que durà fins a la primera meitat del segle xvii, és molt heterogènia quant a procedències, però a llocs com Elda, Asp o l'Horta d'Oriola predomina l‘element castellá —i, amb més abundància, murcià, pel veïnatge. Això provocà una inevitable barreja d'autòctons i immigrants on els primers cedeixen sempre a favor deIs segons en l'ús públic i familiar de la llengua pròpia (diglòssia). A la llarga, la infrautilització del català en comportarà la suplantació per un castellà que, com a contrapartida, palesarà en l'estructura interna el pas per una etapa de bilingüisme d'un segle i mig aproximadament. Així, cap a la mitjania del set-cents, el català ja hauria deixat de ser una llengua viva a Elda; i similarment degué ocórrer a Asp, amb una composició poblacional i migratòria com la d'Elda».

## Demografia
Asp tenia, l'any 2014, 20.248 habitants (INE 2014), un 12,3% dels quals eren de nacionalitat estrangera.
| Població | 7.185 | 7.308 | 7.927 | 7.961 | 7.650 | 7.351 | 7.812 | 8.770 | 10.279 | 13.229 | 15.094 | 15.923 | 16.631 | 18.821 | 19.246 |

## Activitat econòmica
Malgrat la despoblació soferta en els segles xvii (expulsió dels moriscs) i xviii-xix (forta emigració, molta d'ella cap a l'Argentina), Asp és avui un poble modern i pròsper que té en l'agricultura una de les seues bases, predomina el regadiu tot i que la manca d'aigua és un problema que s'hi intenta pal·liar amb embassaments com ara els de Borisa, Federal i Rabosero. És el raïm en moltes de les seues varietats el conreu més estès, donant lloc a la denominació d'origen "Raïm Embossat del Vinalopó". També, però, abasta gran importància a hores d'ara la indústria representada pel calcer, cautxú, moble, marbre, materials de construcció, plàstics, etc.

## Turisme
- El nucli antic què conserva el sabor dels pobles àrabs, amb carrers torts i nombrosos atzucacs. Hi ha una bona mostra de rajoles de ceràmica valenciana amb motius religiosos.
- Església de Nostra Senyora del Socors. Bastida sobre l'antiga mesquita en 1650. Bon exemplar del barroc valencià amb important decoració interior també barroca.
- Ajuntament, del segle xvii, sòlid edifici porticat, aixecat sobre l'antic palau d'Altamira.
- La Casa del Cisco. Mostra d'arquitectura popular que alberga el Museu Municipal.
- Ponts i aqüeductes, que portaven l'aigua de les fonts de la contornada de la vila cap a Elx, repartits arreu del terme.
- Castell del Riu. Del segle xii, fou l'Asp Vell. Romanen llenços de la muralla i deixalles dels edificis.
- De les muralles que voltaren la ciutat roman una porta en la plaça de Sant Pere.
- Teatre Wagner i Auditori Alfredo Kraus. Modernista de 1922. Centre cultural.

## Festes locals

### Festes patronals
Se celebren a partir de l'1 d'agost en honor de la Verge de les Neus. Les festes grans són els anys parells, que és quan tenen en possessió la Verge de les Neus, que roman a Asp durant tres setmanes. La resta del temps, la imatge es troba en la seua cambril de la localitat veïna d'El Fondó de les Neus, on se celebra els anys imparells. L'origen d'eixa divisió ve de la segregació del Fondó de les Neus en 1836. Els principals actes dels anys parells és la Presentació de Dames d'Honor el dia 1, el Pregó el dia 2, el Romiatge conegut com "La Portada" en la qual prop de 20.000 persones participen traslladant a la imatge des del Fondó de les Neus fins a Asp el dia 3 i el dia 5 se celebra la festivitat de la Verge de les Neus amb la tradicional Processó. Concerts, revetles, teatre, exposicions, cercaviles, cultes religiosos, engalanament de carrers, ofrenes de flors, i focs artificials són altres dels actes a realitzar fins al tercer diumenge d'estada de la Patrona, quan regressa a les 5 de la matinada en romiatge fins al Fondó de les Neus en "La duta" fent un alto en el camí en la pinada de "L'Ofra" per oficiar una missa de campanya i esmorzar per a posteriorment seguir el camí fins al Fondó.

### La "Jira"
Se celebra l'últim dijous abans de quaresma. El dia de l'últim dijous ixen al carrer nombroses colles, anomenades "Jiras", que desfilen pel poble amb vestuari carnavalesc basat generalment en vestits tradicionals, que interpreten en la Plaça Major una cançó amb lletra que tracta sobre eixe dia. Després se'n van a les cases de camp, on passen el dia i a la nit tornen a actuar en el lliurament de premis.

### Setmana Santa
Durant tota la quaresma i especialment en el període corresponent a Setmana Santa, Asp celebra una de les celebracions santes més destacades de la província d'Alacant. Amb 12 germanors i cofradies i prop de 3.000 cofrades, més d'una trentena d'imatges d'alt valor artístic recorren els carrers d'Asp en les diferents processons, obres en la seua majoria de José Romero Tena, Enrique Casterá, Rausell i Llorens, José María Sánchez Lozano, Valentín García Cinquè, Ramón Cuenca Sant o José Antonio Hernández Navarro entre d'altres. Hi és destacable la participació de forma vivent de les Dones de la Passió (Maries i Magdalena) representades per jóvens aspenques des de fa prop de dos segles, el Sermó de les Set Paraules "El Mont" i processons com la de Les Palmes, les Mantilles, la Passió de Crist, el Silenci, la Trobada de la "Mañanica" de Divendres Sant, el Sant Soterrament, i la "Mañanica" de Pasqua amb el tradicional acte de les Cortesies en el qual el Santíssim Sacrament és reverenciat pels personatges que acompanyaren a Jesucrist durant la seua Passió, Mort i Resurrecció.
Per la gran qualitat de les celebracions i la quantitat de participants i visitants, el 17 de juny de 2008 la Consellera de Turisme va resoldre concedir-li el títol de Festa d'Interès Turístic Provincial de la Comunitat Valenciana.

## Tradicions
Els arrossos són la base de la gastronomia amb varietats com l'arròs amb conill i caragols, arròs del caldo del cuit, paella del cuit, arròs al forn, arròs amb pop, arròs a la banda, etc. També els canelons, les pilotes, el forment picat (conegut al poble com a "arròs caldós", perquè en comptes de forment s'usa arròs) són tradicionals. Els dolços tenen bona representació amb els rotllos de Sant Blai, rotllos de la Canyamona, mones de Pasqua, coca en llanda, tonyes, pastís de Glòria, torró de roses, boles de busó, l'arrop, entre altres molts.
En desembre s'hi celebra la Mitja Marató del Vinalopó; també per als aficionats a la carrera a peu hi ha la Bajada al Hondón, carrera de camp a través.

## Política i govern

### Composició de la Corporació Municipal
El Ple de l'Ajuntament està format per 21 regidors. En les eleccions municipals de 26 de maig de 2019 foren elegits 8 regidors d'Esquerra Unida-Seguim Endavant (EUPV), 6 del Partit Popular (PP), 5 del Partit Socialista del País Valencià (PSPV-PSOE) i 2 de Ciutadans - Partit de la Ciutadania (Cs).
| Eleccions municipals de 26 de maig de 2019 - Asp |                                           |                                     |                                     |         |          |          |
| Candidatura | Candidatura                               | Candidatura                         | Cap de llista                       | Vots    | Vots     | Regidors |
| | Esquerra Unida-Seguim Endavant            |                                     | Antonio Puerto García               | 3.474   | 32,93%   | 8 (+1)   |
| | Partit Popular de la Comunitat Valenciana |                                     | Sergio Puerto Manchón               | 2.812   | 26,64%   | 6 (-2)   |
| | Partit Socialista del País Valencià-PSOE  |                                     | María José Villa Garis              | 2.456   | 23,28%   | 5 ()     |
| | Ciutadans - Partit de la Ciutadania       |                                     | Miguel Ángel Mateo Limiñana         | 1.007   | 9,54%    | 2 (+2)   |
| | Altres candidatures                       |                                     |                                     | 734     | 6,96%    | 0 ( -1)  |
| | Vots en blanc                             |                                     |                                     | 69      | 0,65%    |          |
| Total vots vàlids i regidors | Total vots vàlids i regidors              | Total vots vàlids i regidors        | Total vots vàlids i regidors        | 10.552  | 100 %    | 21       |
| | Vots nuls                                 | Vots nuls                           | Vots nuls                           | 112     | 1,06%    |          |
| Participació (vots vàlids més nuls) | Participació (vots vàlids més nuls)       | Participació (vots vàlids més nuls) | Participació (vots vàlids més nuls) | 10.664  | 68,39%** |          |
| Abstenció | Abstenció                                 | Abstenció                           | Abstenció                           | 4.928*  | 31,61%** |          |
| Total cens electoral | Total cens electoral                      | Total cens electoral                | Total cens electoral                | 15.592* | 100 %**  |          |
| Alcalde: Antonio Puerto García (EUPV) (15/06/2019) Per ser la llista més votada, després de no haver obtingut majoria absoluta dels regidors (8 vots d'EUPV) |                                           |                                     |                                     |         |          |          |
| Fonts: JEC, JEZ Elda, M.Interior, Periòdic Ara. (* No són vots sinó electors. ** Percentatge respecte del cens electoral.)                                   |                                           |                                     |                                     |         |          |          |

### Alcaldes
Des de 2019 l'alcalde d'Asp és Antonio Puerto García d'Esquerra Unida del País Valencià, qui ja va ser alcalde entre 2014 i 2017.
| Període                       | Alcalde o alcaldessa                                             | Partit polític    | Data de possessió                | Observacions                                         |
| ----------------------------- | ---------------------------------------------------------------- | ----------------- | -------------------------------- | ---------------------------------------------------- |
| 1979–1983                     | Carlos Carbonell Caparrós                                        | UCD               | 19/04/1979                       | --                                                   |
| 1983–1987                     | Ramón Berenguer Prieto                                           | PSPV-PSOE         | 28/05/1983                       | --                                                   |
| 1987–1991                     | Ramón Berenguer Prieto                                           | PSPV-PSOE         | 30/06/1987                       | --                                                   |
| 1991–1995                     | Ramón Berenguer Prieto                                           | PSPV-PSOE         | 15/06/1991                       | --                                                   |
| 1995–1999                     | Ramón Berenguer Prieto Miguel Iborra García                      | PSPV-PSOE         | 17/06/1995 20/02/1999            | Dimissió --                                          |
| 1999–2003                     | Miguel Iborra García                                             | PSPV-PSOE         | 03/07/1999                       | --                                                   |
| 2003–2007                     | Miguel Iborra García Roberto Iglesias Jiménez                    | PSPV-PSOE         | 14/06/2003 17/07/2004            | Defunció --                                          |
| 2007–2011                     | Nieves Martínez Berenguer                                        | PP                | 16/06/2007                       | --                                                   |
| 2011–2015                     | Nieves Martínez Berenguer Manuel Díez Díez Antonio Puerto García | PP PSPV-PSOE EUPV | 11/06/2011 22/11/2011 22/02/2014 | Moció censura PSPV+EUPV Pacte de govern PSPV+EUPV -- |
| 2015–2019                     | Antonio Puerto García María José Villa Garis                     | EUPV PSPV-PSOE    | 13/06/2015 21/10/2017            | Pacte de govern --                                   |
| 2019-2023                     | Antonio Puerto García                                            | EUPV              | 15/06/2019                       | --                                                   |
| Des de 2023                   | n/d                                                              | n/d               | 17/06/2023                       | --                                                   |
| Fonts: Generalitat Valenciana |                                                                  |                   |                                  |                                                      |